# Atletismo nos Jogos Pan-Americanos de 1963 - Maratona masculina
A prova da maratona masculina nos Jogos Pan-Americanos de 1963 foi realizada em São Paulo, Brasil.

## Medalhistas
| Ouro                     | Prata                              | Bronze                           |
| Fidel Negrete MEX México | Gordon McKenzie USA Estados Unidos | Peter McArdle USA Estados Unidos |

## Resultados
| Posição           | Nome             | Nacionalidade      | Tempo   | Notas |
| ----------------- | ---------------- | ------------------ | ------- | ----- |
| Medalha de ouro   | Fidel Negrete    | MEX México         | 2:27:56 |       |
| Medalha de prata  | Gordon McKenzie  | USA Estados Unidos | 2:31:17 |       |
| Medalha de bronze | Peter McArdle    | USA Estados Unidos | 2:34:14 |       |
| 4                 | José Campos      | BRA Brasil         | 2:42:45 |       |
| 5                 | Dorival da Silva | BRA Brasil         | 2:45:06 |       |
| 6                 | Pedro Alvarado   | MEX México         | 2:49:06 |       |